# 弗拉涅
弗拉涅 （發音：[ʋrâɲɛ] ⓘ；保加利亚语：Враня, Vranya；土耳其语: Vranya）是位于塞尔维亚东南部的一个城市。在2002年，该市有人口88,125人。弗拉涅是普奇尼亞州的首府。在古代色雷斯人居住在這裡。東羅馬帝國和保加利亞都先後統治過這裡。塞爾維亞王國又在保加利亞之後統治弗拉涅。奧斯曼後來又長期統治這裡。這裡有不少羅姆人生活。